# Liste des épisodes de My Otome

Cette page liste tous les épisodes de la saga My-otome.

## Mai-Otome
| No | Titre français                                       | Titre japonais           | Titre japonais                   | Date de 1re diffusion |
| No | Titre français                                       | Kanji                    | Rōmaji                           | Date de 1re diffusion |
| -- | ---------------------------------------------------- | ------------------------ | -------------------------------- | --------------------- |
| 1  | La rêveuse Arika                                     | ユメノ☆アリカ            | Yumeno☆Arika                     | 6 octobre 2005        |
| 2  | Une tornade dans le jardin des Otome                 | 乙女の園を駆ける疾風！？ | Otome no Sono wo Kakeru Shippū!? | 13 octobre 2005       |
| 3  | Première ex.pé.ri.ence                               | はじめてのケ・イ・ケ・ン | Hajimete no Ke.i.ke.n            | 20 octobre 2005       |
| 4  | Une nouvelle étudiante très vive !!                  | 炎の転入生!!             | Honō no Tennyūsei!!              | 27 octobre 2005       |
| 5  | L'Académie, l'uniforme et moi                        | 学園と制服とあたし♪      | Gakuen to Seifuku to Atashi♪     | 3 novembre 2005       |
| 6  | La déchéance de Nina... orz                          | ニナ、まかれる…orz       | Nina, Makareru…orz               | 10 novembre 2005      |
| 7  | La danse de l'azur/Le serment de l'Otome             | 蒼の舞/乙女の契り        | Ao no Mai/Otome no Chigiri       | 17 novembre 2005      |
| 8  | Les fils du destin                                   | 運命の軛                 | Unmei no Kubiki                  | 24 novembre 2005      |
| 9  | Mer - Maillot de bain + Désastre = ?                 | 海-水着+遭難=?           | Umi - Mizugi + Sōnan = ?         | 1er décembre 2005     |
| 10 | C'est une affaire sérieuse pour les Otome            | それが乙女の一大事       | Sore ga Otome no Ichidaiji       | 8 décembre 2005       |
| 11 | Joyeux☆Anniversaire                                  | HAPPY☆BIRTHDAY           | HAPPY☆BIRTHDAY                   | 15 décembre 2005      |
| 12 | Le bal des mascarades                                | 仮面舞踏かい?            | Kamen Butō kai?                  | 22 décembre 2005      |
| 13 | Vers le ciel d'un rouge flamboyant...                | 茜色の空に               | Akane Iro no Sora ni             | 29 décembre 2005      |
| 14 | Le S.O.S d'une Otome                                 | オトメのS・O・S          | Otome no Esu-Ō-Esu               | 5 janvier 2006        |
| 15 | Arika, en pleurs                                     | アリカ、泣く。           | Arika, Naku.                     | 12 janvier 2006       |
| 16 | "C'est promis!"                                      | 『約束だよ!』            | Yakusoku da yo!                  | 19 janvier 2006       |
| 17 | La danse de l'azur/Quand les sentiments se déchirent | 蒼の舞 / 想い、散るとき  | Ao no Mai / Omoi, Chiru Toki     | 26 janvier 2006       |
| 18 | Brouillard                                           | ホワイトアウト           | Howaitoauto                      | 2 février 2006        |
| 19 | 17 ans pour toujours (^^;)                           | 宿命の17歳（^^；）       | Shukumei no Jū Nana Sai (^^;)    | 9 février 2006        |
| 20 | Ne m'appelez plus Nina                               | ニーナと呼ばないで       | Nīna to Yobanaide                | 16 février 2006       |
| 21 | Quand la princesse blanche se réveille               | 白き姫、目覚めるとき     | Shiroki Hime, Mezameru Toki      | 23 février 2006       |
| 22 | Le chant de la destruction                           | ホロビノウタ             | Horobi no Uta                    | 2 mars 2006           |
| 23 | Arika et le secret de la vallée                      | 不思議の谷のアリカ       | Fushigi no Tani no Arika         | 9 mars 2006           |
| 24 | Pour toi…                                            | あなたのために…。        | Anata no Tame ni…                | 16 mars 2006          |
| 25 | L'Otome de l'azur                                    | 蒼天の乙女               | Sōten no Otome                   | 23 mars 2006          |
| 26 | L'aile du rêve ~ Là ou se trouve le rêve ~           | Dream☆Wing ～夢の在処    | Dream ☆ Wing ~ Yume no Arika     | 30 mars 2006          |

## Mai-Otome Zwei
| No | Titre français                         | Titre japonais    | Titre japonais               | Date de 1re diffusion |
| No | Titre français                         | Kanji             | Rōmaji                       | Date de 1re diffusion |
| -- | -------------------------------------- | ----------------- | ---------------------------- | --------------------- |
| 1  | Le rêve continue                       | ユメノ☆ツヅキ     | Yume no☆Tsuzuki              | 24 novembre 2006      |
| 2  | La venue d'une tempête                 | ア·ラ·シの予感    | A-ra-shi no Yokan            | 23 février 2007       |
| 3  | La danse rayée/Le labyrinthe des Otome | 縞の舞/乙女の迷宮 | Shima no Mai/Otome no Meikyū | 25 mai 2007           |
| 4  | Rêves reliés                           | つながるゆめ      | Tsunagaru Yume               | 24 août 2007          |

## Mai-Otome 0 ~S.ifr~
| No | Titre français                               | Titre japonais           | Titre japonais                | Date de 1re diffusion |
| No | Titre français                               | Kanji                    | Rōmaji                        | Date de 1re diffusion |
| -- | -------------------------------------------- | ------------------------ | ----------------------------- | --------------------- |
| 1  | Si vous détournez votre regard, vous mourrez | よそ見してると死にますよ | Yosomishiteru to Shinimasu yo | 22 février 2008       |
| 2  | Princesse et Otome                           | ヒメとヲトメ             | HiME to Otome                 | 25 juillet 2008       |
| 3  | Je veux vivre                                | わたしは生きたいのよ     | Watashi wa Ikitainoyo         | 21 novembre 2008      |